# Sara and Hoppity
Sara and Hoppity est une série télévisée britannique en 52 épisodes de 15 minutes, créée par Roberta Leigh et diffusée entre le 27 février 1962 et le 26 février 1963 sur ATV.
Cette série est inédite dans tous les pays francophones.

## Synopsis
Les aventures de la petite Sara Brown qui vit chez ses parents au dessus d'une boutique qui répare les jouets cassés et d'un jouet nommé Hoppity, qui s'avère être vivant et ayant divers talents comme danser et chanter.

## Distribution (voix originales)
- Ysanne Churchman : Sara Brown
- Dera Cooper : Tante Mathilda
- Ronnie Stevens : Hoppity

## Épisodes
Le premier épisode intitulé Sara and Hoppity et un second, Hoppity is Stolen ont été conservés. Les autres épisodes sont perdus.